# Трновець (притока Цірохи)
Трновець (словац. Trnovec) — річка в Словаччині, ліва притока Цірохи, протікає в окрузі Снина.
Довжина приблизно 6,0—6,5 км. Витік знаходиться в масиві Бескидське передгір'я (схил гори Роздєл) на висоті близько 350 метрів. Впадає річка Колонічка. Протікає територією сіл Кальна Розтока і Стащин..
Впадає в Ціроху на висоті 250 метрів.